# SU Agen
Die SU Agen (Abkürzung für Sporting Union Agen Lot-et-Garonne) ist ein polysportiver Verein aus der französischen Stadt Agen im Département Lot-et-Garonne. Ausgeübt werden Leichtathletik, Fußball, Schwimmen, Pelota, Tennis, Tischtennis und Triathlon. Die bei weitem größte Bedeutung hat allerdings die Abteilung Rugby Union; die Mannschaft spielt in der zweithöchsten französischen Liga Pro D2 und ist achtfacher Meister. Die Heimspiele werden im Stade Armandie ausgetragen.

## Geschichte
Ein Lehrer am örtlichen Gymnasium und ein Zahnarzt, beide aus England, brachten den Rugbysport nach Agen. Zusammen mit einem Einheimischen gründeten sie im Jahr 1900 den Verein. Dieser umfasste auch andere Abteilungen, doch Rugby war schon früh dominierend. Die SU Agen erreichte das Meisterschaftsfinale erstmals im Jahr 1930 und gewann es auch (gegen US Quillan). In den darauf folgenden Jahren erzielte der Verein auch Erfolge in der Challenge Yves du Manoir mit einem Sieg 1932 und einer Finalteilnahme 1933.
Eine sehr erfolgreiche Zeit für den Verein waren die 1940er Jahre. Im Jahr 1943 schlug die SU Agen im Finale des Coupe de France die Mannschaft von Stade Bordelais, verlor aber das Meisterschaftsfinale gegen Aviron Bayonnais. 1945 gewann die SU Agen ihren zweiten Meistertitel, mit einem Finalsieg gegen den FC Lourdes. Im selben Jahr siegte die Mannschaft auch im Pokalfinale gegen AS Montferrandaise. Noch einmal das Meisterschaftsfinale erreichte Agen im Jahr 1947, verlor aber gegen Stade Toulousain.
Danach riss die Siegesserie und während des nächsten Jahrzehnts wurde es um die SU Agen eher ruhig. In den 1960er Jahren hatte die Mannschaft aber erneut eine Siegesserie. Sie gewann drei Mal den Meistertitel, 1962 gegen AS Béziers, 1965 gegen CA Brive und 1966 gegen US Dax. Dazu kam 1963 der Gewinn der Challenge Yves du Manoir. 1970 und 1977 gab es zwei Finalniederlagen in der Challenge, doch 1976 gewann Agen zum sechsten Mal den Meistertitel; im Finale wurde AS Béziers bezwungen.
1982 errang Agen den siebten Meistertitel, nach dem Finalsieg gegen Aviron Bayonnais. 1983 folgte zum dritten Mal der Sieg in der Challenge. 1984 und 1985 erreichte die Mannschaft jeweils das Meisterschaftsfinale, verlor aber beide Male (gegen AS Béziers bzw. Stade Toulousain). Den vorerst letzten Meistertitel gewann Agen im Jahr 1988 nach dem Finalsieg gegen Stadoceste Tarbais.
Seit dem Gewinn der Challenge im Jahr 1992 konnte die Mannschaft keine bedeutenden Erfolge mehr feiern. 1998 verlor sie im Finale des European Challenge Cup gegen US Colomiers, vier Jahre später im Meisterschaftsfinale gegen Biarritz Olympique. Ende der Saison 2006/07 stieg Agen aus der höchsten Liga Top 14 ab. Der Wiederaufstieg gelang Ende der Saison 2009/10. Nach Ende der Saison 2012/13 musste die Mannschaft zwar erneut absteigen, konnte jedoch 2014/15 den Wiederaufstieg in die Top 14 feiern.

## Erfolge
- Meister: 1930, 1945, 1962, 1965, 1966, 1976, 1982, 1988
- Meisterschaftsfinalist: 1943, 1947, 1984, 1986, 1990, 2002
- Sieger Challenge Yves du Manoir: 1932, 1963, 1983, 1992
- Finalist Challenge Yves du Manoir: 1933, 1970, 1975, 1987
- Sieger Coupe de France: 1943, 1945
- Finalist European Challenge Cup: 1998

## Finalspiele von SU Agen

### Meisterschaft
| Datum          | Meister               | 2. Finalist        | Ergebnis    | Ort                               | Zuschauer |
| -------------- | --------------------- | ------------------ | ----------- | --------------------------------- | --------- |
| 18. Mai 1930   | SU Agen               | US Quillan         | 4:0 n. V.   | Parc Lescure, Bordeaux            | 28.000    |
| 21. März 1943  | Aviron Bayonnais      | SU Agen            | 3:0         | Parc des Princes, Paris           | 28.000    |
| 7. April 1945  | SU Agen               | FC Lourdes         | 7:3         | Parc des Princes, Paris           | 30.000    |
| 13. April 1947 | Stade Toulousain      | SU Agen            | 10:3        | Stade des Ponts Jumeaux, Toulouse | 25.000    |
| 27. Mai 1962   | SU Agen               | AS Béziers         | 14:11       | Stadium Municipal, Toulouse       | 37.705    |
| 23. Mai 1965   | SU Agen               | CA Brive           | 15:8        | Stade Gerland, Lyon               | 28.758    |
| 22. Mai 1966   | SU Agen               | US Dax             | 9:8         | Stadium Municipal, Toulouse       | 28.803    |
| 23. Mai 1976   | SU Agen               | AS Béziers         | 13:10 n. V. | Parc des Princes, Paris           | 40.300    |
| 29. Mai 1982   | SU Agen               | Aviron Bayonnais   | 18:9        | Parc des Princes, Paris           | 41.165    |
| 26. Mai 1984 1 | AS Béziers            | SU Agen            | 21:21 n. V. | Parc des Princes, Paris           | 44.076    |
| 24. Mai 1986   | Stade Toulousain      | SU Agen            | 16:6        | Parc des Princes, Paris           | 45.145    |
| 28. Mai 1988   | SU Agen               | Stadoceste Tarbais | 9:3         | Parc des Princes, Paris           | 48.000    |
| 26. Mai 1990   | Racing Club de France | SU Agen            | 22:12 n. V. | Parc des Princes, Paris           | 45.069    |
| 8. Juni 2002   | Biarritz Olympique    | SU Agen            | 25:22 n. V. | Stade de France, Saint-Denis      | 78.457    |

1 Béziers gewann mit 3:1 Torschüssen.

### European Challenge Cup
| Datum           | Sieger       | 2. Finalist | Ergebnis | Ort                              | Zuschauer |
| --------------- | ------------ | ----------- | -------- | -------------------------------- | --------- |
| 1. Februar 1998 | US Colomiers | SU Agen     | 43:5     | Stade des Sept Deniers, Toulouse | 12.500    |

## Spieler

### Aktueller Kader
Der Kader für die Saison 2019/2020:

### Bekannte ehemalige Spieler
- Guy Basquet
- Abdelatif Benazzi
- René Bénésis
- Philippe Benetton
- Pierre Berbizier
- Christian Califano
- Jean Matheu-Cambas
- Rupeni Caucaunibuca (Fidschi)
- Jean-Jacques Crenca
- Marc Dal Maso
- Daniel Dubroca
- Dominique Erbani
- Francis Haget
- Cédric Heymans
- Pierre Lacroix
- Christophe Lamaison
- Kees Meeuws (Neuseeland)
- Aaron Persico (Italien)
- Philippe Sella
- Aymeric Laporte (in der Fußball-Abteilung)